# Mingo County
Mingo County ist ein County im Bundesstaat West Virginia der Vereinigten Staaten. Der Verwaltungssitz (County Seat) ist Williamson. Das U.S. Census Bureau hat bei der Volkszählung 2020 eine Einwohnerzahl von 23.568 ermittelt.

## Geographie
Das County liegt im Südwesten von West Virginia, grenzt an Kentucky und hat eine Fläche von 1097 Quadratkilometern, wovon drei Quadratkilometer Wasserfläche sind. Es grenzt im Uhrzeigersinn an folgende Countys: Lincoln County, Logan County, Wyoming County, McDowell County, Pike County (Kentucky), Martin County (Kentucky) und Wayne County.

## Geschichte
Mingo County wurde am 30. Januar 1895 aus Teilen des Logan County gebildet. Benannt wurde es nach den Mingo-Indianern, einem Zweig der Irokesen.
Im County liegt die Stadt Matewan, in der es 1921 bei einem Streik von Bergleuten zur schwersten mit Waffengewalt ausgetragenen Auseinandersetzung innerhalb der USA seit dem Bürgerkrieg kam.

## Demografische Daten

Alterspyramide des Mingo County

Nach der Volkszählung im Jahr 2000 lebten im Mingo County 28.253 Menschen in 11.303 Haushalten und 8.217 Familien. Die Bevölkerungsdichte betrug 26 Einwohner pro Quadratkilometer. Ethnisch betrachtet setzte sich die Bevölkerung zusammen aus 96,39 Prozent Weißen, 2,34 Prozent Afroamerikanern, 0,24 Prozent amerikanischen Ureinwohnern, 0,21 Prozent Asiaten, 0,02 Prozent Bewohnern aus dem pazifischen Inselraum und 0,06 Prozent aus anderen ethnischen Gruppen; 0,74 Prozent stammten von zwei oder mehr Ethnien ab. 0,48 Prozent der Bevölkerung waren spanischer oder lateinamerikanischer Abstammung.
Von den 11.303 Haushalten hatten 33,5 Prozent Kinder und Jugendliche unter 18 Jahre, die bei ihnen lebten. 56,2 Prozent waren verheiratete, zusammenlebende Paare, 12,7 Prozent waren allein erziehende Mütter, 27,3 Prozent waren keine Familien, 25,2 Prozent waren Singlehaushalte und in 10,4 Prozent lebten Menschen im Alter von 65 Jahren oder darüber. Die Durchschnittshaushaltsgröße betrug 2,49 und die durchschnittliche Familiengröße lag bei 2,98 Personen.
Auf das gesamte County bezogen setzte sich die Bevölkerung zusammen aus 24,2 Prozent Einwohnern unter 18 Jahren, 9,2 Prozent zwischen 18 und 24 Jahren, 29,1 Prozent zwischen 25 und 44 Jahren, 25,0 Prozent zwischen 45 und 64 Jahren und 12,4 Prozent waren 65 Jahre alt oder darüber. Das Durchschnittsalter betrug 37 Jahre. Auf 100 weibliche Personen kamen 93,7 männliche Personen. Auf 100 Frauen im Alter von 18 Jahren oder darüber kamen statistisch 90,2 Männer.
Das jährliche Durchschnittseinkommen eines Haushalts betrug 21.347 USD, das Durchschnittseinkommen der Familien betrug 26.581 USD. Männer hatten ein Durchschnittseinkommen von 31.660 USD, Frauen 18.038 USD. Das Prokopfeinkommen betrug 12.445 USD. 25,9 Prozent der Familien und 29,7 Prozent der Bevölkerung lebten unterhalb der Armutsgrenze. Davon waren 38,9 Prozent Kinder oder Jugendliche unter 18 Jahre und 18,6 Prozent waren Menschen über 65 Jahre.